# Folny
Folny is een gehucht in de Franse gemeente Fresnoy-Folny in het departement Seine-Maritime in Normandië. Het ligt in het noorden van de gemeente, twee kilometer ten noordoosten van het dorpscentrum van Fresnoy-Folny.

## Geschiedenis
Op de 18de-eeuwse Cassinikaart is hier het dorp Folny aangeduid. Folny was een parochie en had een kerkje, de Église Saint-Mathieu.
Op het eind van het ancien régime op het eind van de 18de eeuw, toen de gemeenten werden gecreëerd, werd Folny een gemeente. In 1823 werd de gemeente echter al opgeheven en bij Fresnoy gevoegd, dat daarbij hernoemd werd in Fresnoy-Folny.
Het kerkje werd in 1978 gesloopt.
Bailly-en-Campagne · Folny · Fresnoy-Folny · La Londe · Touffécal